# كاتارينا رودريغيز
كاتارينا رودريغيز هي عارضة فلبينية، ولدت في 1 أغسطس 1993 في أورلاندو في الولايات المتحدة.